# San Miguel Food and Beverage
San Miguel Food and Beverage, Inc. (anterior San Miguel Pure Foods Company, Inc.) este o companie filipineză de produse alimentare și băuturi cu sediul în orașul Pasig⁠(d) din regiunea Metro Manila⁠(d). Ea este cea mai mare companie de produse alimentare și băuturi din Filipine, cu peste 9.000 de angajați repartizați într-o rețea națională de birouri, ferme, unități de producție, procesare și distribuție. Această companie este o subsidiară a conglomeratului multinațional San Miguel Corporation (SMC).

## Istoric

### Începuturi
Compania a fost înființată în anul 1956 sub numele de Pure Foods Corporation, ca un producător de carne procesată comercializată sub marca Purefoods. Fondatorii săi au fost Joseph Henry Ng, Manuel Fong, Ismael Mathay Jr.⁠(d), Lee Ngan, Pablo Cutaoco, Gregorio Tung și Miguel Ortigas. Compania a produs inițial hotdogi și alte produse din carne, iar J.H. Ng a vândut afacerea în 1961 altor oameni de afaceri. Ayala Corporation⁠(d) a achiziționat un pachet substanțial de acțiuni în cadrul companiei în 1965 și a devenit cel mai mare acționar. Afacerile companiei Pure Foods Corporation s-au extins în anii următori, ca urmare a subscripției a 13% din acțiuni și a asistenței tehnice oferite în 1972 de compania americană Hormel Foods: Pure Foods Corporation și-a diversificat activitatea în domeniul procesării cărnii de porc și a început apoi să producă conserve de ton care au fost exportate în Statele Unite ale Americii.

### Preluarea de către Ayala Corporation
După listarea în 1973 a companiei Pure Foods la Bursa de Valori din Filipine⁠(d) (PSE), Ayala Corporation a cumpărat acțiuni de alți investitori autohtoni și a intrat în posesia pachetului majoritar în 1981, transformând astfel Pure Foods Corporation într-o companie subsidiară. Conducerea companiei Ayala era deținută în acea vreme de omul de afaceri Enrique Zobel⁠(d). Grupul Ayala a inițiat o strategie de diversificare care a transformat Pure Foods în numai zece ani în cea de-a treia companie producătoare de alimente din Filipine, după San Miguel Corporation (SMC) și RFM Corporation⁠(d). Pure Foods a intrat în afacerea creșterii păsărilor de curte în 1984, în creșterea creveților și procesarea lor pentru a fi exportați pe piața japoneză în 1986 și în producerea făinii de grâu⁠(d) la sfârșitul anilor 1980. Ea a deschis în februarie 1991 o moară nouă cu o capacitate anuală de producție de 137.500 de tone și a ajuns la sfârșitul aceluiași an să dețină o cotă de piață de 12%. În acest timp, Pure Foods a deschis în 1982 rețeaua de restaurante fast-food „Smokey”, care s-a extins de la 10 restaurante în 1985 la 152 de restaurante în 1990, cu vânzări de 100 de milioane de pesos⁠(d), și a achiziționat în iulie 1991 rețeaua locală de restaurante fast-food Coney Island⁠(d) de la Seamark Enterprise Corp.
În anul 1989 a fost lansat un plan de modernizare a unităților și echipamentelor, care s-a derulat pe parcursul a trei ani. Au fost investiți 600 de milioane de pesos în unitățile de creștere a păsărilor de curte și de procesare a cărnii de pui, 120 de milioane de pesos în unitățile de producție a conservelor de ton și de creveți înghețați și încă 100 de milioane de pesos în alte unități de procesare a cărnii. Producția de carne de pui s-a triplat în cei trei ani de la 18 milioane de păsări procesate în 1989 la 53 de milioane de păsări în 1991, făcând ca Pure Foods să se lupte pentru locul 3 pe piața filipinează cu Vitarich Corporation.
Investițiile efectuate în domeniul procesării cărnii au contribuit la creșterea cifrei de afaceri a companiei și la atingerea în noiembrie 1990 a unor cote de piață mari: 50,2% la hotdogi (spre deoebire de RFM care avea 26%), 44,6% la șuncă (RFM 18,7%), 53,7% la bacon (RFM 27,1%), 53,3% la salam feliat (RFM 30%), 47,5% la conserve din carne de vită (RFM 18,7%), 45% la cârnați (Phillips Corporation 30,6%), transformând compania în lider de piață la aproape jumătate din piața internă. Compania avea 16 ferme de creștere a puilor și porcilor, majoritatea în provinciile Laguna⁠(d) și Batangas⁠(d), și înființase o divizie de export concentrată pe conserve de ton și creveți.
Divizia de carne procesată a companiei Pure Foods a creat în ianuarie 1999 un joint-venture cu Hormel Foods International din SUA și a format compania Purefoods-Hormel Co., care a lansat noi sortimente de carne și a redus prețurile de vânzare, ceea ce a generat în primul an de funcționare o creștere a producției totale de 32% (datorită în mare parte creșterii cu 52% a producției de carne refrigerată) și o consolidare a poziției de lider pe piața hotdogilor de la 44,6% la 49,5%.

### Preluarea de către San Miguel Corporation
În anul 2001, San Miguel Corporation (SMC) a achiziționat Pure Foods Corporation de la Ayala Corporation. În urma acestei achiziții a avut loc o consolidare a întregii divizii de produse alimentare a SMC în cadrul Pure Foods Corporation, iar compania a fost redenumită San Miguel Pure Foods Company, Inc. Compania a relansat în octombrie 2004, prin intermediul subsidiarei Magnolia, Inc.⁠(d), marca de înghețată Magnolia⁠(d), care a cunoscut o creștere constantă a cotei de piață. În anul 2005 San Miguel Pure Foods a intrat pe piața cafelei printr-un joint venture cu Super Coffee Corporation din Singapore; compania mixtă San Miguel Super Coffeemix Company Inc. a lansat marca San Mig, care a reușit în următorii doi ani să obțină venituri majore și să acapareze o cotă de piață semnificativă. Prin intermediul unui schimb de acțiuni cu SMC și majorarea capitalului social al companiei de la 840 milioane la 1,46 miliarde de pesos, San Miguel Pure Foods Inc. a ajuns să dețină în 2007 participații de 100% din Magnolia Inc. și San Miguel Foods Inc. și 96% din Monterey Foods Corp., consolidând operațiunile lor sub un singur holding pentru a reduce costurile și a maximiza valoarea acțiunilor. Pe lângă acestea, San Miguel Pure Foods avea în acel an mai multe companii subsidiare precum The Purefoods-Hormel Co. Inc. (60%), P.T. San Miguel Purefoods Indonesia (75%), San Miguel Super Coffeemix Company Inc. (70%) și RealSnacks Mfg. Corp. (100%).
În anul 2010 San Miguel Pure Foods a achiziționat drepturile de proprietate intelectuală asupra mărcilor sale principale și, prin intermediul subsidiarei San Miguel Pure Foods International Ltd. (SMPFIL), o participație de 51% în cadrul companiei San Miguel Hormel Vietnam, care se ocupă cu creșterea porcilor, producerea furajelor și prelucrarea cărnii. Compania vietnameză fusese achiziționată în octombrie 2003 de SMC, care vânduse în 2006 o participație de 49% companiei americane Hormel Foods Corp. Acea participație, deținută apoi de Hormel Netherlands B.V., a fost cumpărată în ianuarie 2015 de San Miguel Pure Foods, prin intermediul aceleiași subsidiare, care a devenit astfel singurul proprietar al companiei vietnameze. În noiembrie 2014 San Miguel Pure Foods a achiziționat mărcile comerciale, rețetele și alte proprietăți intangibile legate de afacerea cu biscuiți La Pacita a companiei filipineze Felicisimo Martinez and Co. Inc.
Operațiunile integrate ale San Miguel Pure Foods variază de la creșterea, îngrășarea și sacrificarea de pui, porci și vite, procesarea și comercializarea cărnii până la fabricarea de produse refrigerate din carne, ambalate în conserve și gata de gătit, producerea de înghețată, unt, brânză, margarină, uleiuri și grăsimi, precum și alimente pentru hrana animalelor și peștilor. San Miguel Pure Foods Company, Inc. deține în portofoliu unele dintre cele mai importante mărci din industria alimentară filipineză. 60% din vânzările sale provin de pe urma păsărilor de curte, furajelor și cărnii, în timp ce alte vânzări semnificative provin de pe urma cărnii procesate, cafelei, produselor lactate și făinei. La 16 iulie 2013, San Miguel Pure Foods avea o cotă de piață de peste 40% și era principalul crescător de păsări de curte din Filipine. Compania opera în anul 2015 un număr de 35 de fabrici de procesare și 36 de fabrici de furaje în Filipine.

### Consolidarea afacerilor
Pe 6 noiembrie 2017, SMC a anunțat consolidarea afacerilor sale din industria băuturilor în cadrul San Miguel Pure Foods Company, Inc. printr-o tranzacție ce implica un transfer de acțiuni în valoare de 6,6 miliarde de dolari (USD). San Miguel Pure Foods Company, Inc. urma să achiziționeze 7,86 miliarde de acțiuni la San Miguel Brewery, Inc. și 216,97 milioane de acțiuni la Ginebra San Miguel, Inc.⁠(d) de la SMC, iar SMC urma să subscrie la 4,24 miliarde de acțiuni suplimentare emis de Pure Foods în urma unei creșteri planificate a capitalului social. Prin aceste tranzacții, San Miguel Pure Foods urma să dețină o participație de 51,2% din San Miguel Brewery Inc. și aproximativ 76% din Ginebra San Miguel Inc. (GSMI), urmând ca 83% din valoarea conglomeratului să provină din afacerea cu bere. Valoarea de piață a companiei San Miguel Brewery era estimată atunci de Ramon S. Ang, președintele executiv al SMC, la aproximativ 9 miliarde de dolari. După consolidare, San Miguel Pure Foods Company, Inc. urma să fie redenumită San Miguel Food and Beverage, Inc. Anunțul acestei tranzacții a generat o creștere cu 50% a acțiunilor Pure Foods, care au ajuns la prețul de 463 de pesos, determinând o capitalizare de piață a companiei de 51,33 miliarde de pesos.
San Miguel Pure Foods Company, Inc. a organizat o adunare specială a acționarilor la 18 ianuarie 2018, care a aprobat modificarea actului constitutiv și transferul de acțiuni. După consolidare, SMC intenționa să vândă unor investitori străini un pachet de până la 30% din acțiunile companiei pentru a obține aproximativ 3 miliarde de dolari cu care să finanțeze investițiile viitoare. Vânzarea urma să se facă printr-un plasament privat în cursul anului 2018. La 23 martie 2018, Comisia pentru Bursă și Valori Mobiliare (SEC)⁠(d) a aprobat modificarea actului constitutiv al companiei și schimbarea denumirii sale.
În august 2018 compania San Miguel Corporation a notificat Bursa de Valori din Filipine (PSE) că a aprobat, în ședința ordinară a consiliului de administrație din 9 august 2018, vânzarea a până la 1,2 miliarde de acțiuni (adică o participație de maxim 20%) ale San Miguel Food and Beverages Inc. (SMFB) printr-o ofertă publică pentru a îndeplini condițiile solicitate pentru listarea bursieră. Proprietatea publică a companiei scăzuse la 4,12% după consolidarea realizată de SMC. Această vânzare urma să-i aducă venituri de 142, 8 miliarde de pesos (aprox. 2,65 miliarde de dolari), calculate la un preț indicativ de 140 de pesos pe acțiune. Tranzacția a fost inițiată în octombrie 2018, când San Miguel Corporation (SMC) a listat peste 400 de milioane de acțiuni ale unității sale de băuturi și alimente San Miguel Food and Beverage Inc. (SMFB) la prețul de 85 de pesos pe acțiune, pentru a îndeplini nivelul minim de 10% de proprietate publică solicitat companiilor listate. SMC anunța că intenționa să vândă un pachet suplimentar de până la 60,14 milioane de acțiuni atunci când piața va trece printr-o perioadă mai bună. În urma acestei tranzacții, SMC a ajuns să dețină o participație de 88,76% la sfârșitul anului 2018.
Situația financiară a companiei a crescut gradual în anii următori: astfel, cifra de afaceri a ajuns în anul 2022 la 358,85 miliarde ₱ (6,32 miliarde USD) (+16%), iar profitul net la 34,66 miliarde ₱ (610,5 milioane USD) (+10%). Compania avea în acel an un număr de 9.460 de angajați.

## Companii subsidiare
- San Miguel Foods (grup)
  - The Purefoods-Hormel Company, Inc. (joint venture cu Hormel Foods)
  - Magnolia, Inc.⁠(d)
    - Sugarland Corporation
    - Golden Food and Dairy Creamery Corporation

  - Realsnacks Manufacturing Corporation
  - San Miguel Foods, Inc.
  - San Miguel Mills, Inc.
    - Golden Bay Grain Terminal Corporation
    - Golden Avenue Corporation

  - San Miguel Super Coffeemix Company, Inc.
  - San Miguel Pure Foods International, Ltd.
    - San Miguel Pure Foods Investment (BVI), Ltd.
      - San Miguel Pure Foods Vietnam Company, Ltd. (anterior San Miguel Hormel Vietnam Company, Ltd.)

  - P.T. San Miguel Pure Foods Indonesia
- San Miguel Brewery, Inc.
  - San Miguel Brewing International Ltd.
- Ginebra San Miguel, Inc.⁠(d)

## Echipă sportivă
- Magnolia Hotshots⁠(d) (PBA⁠(d))